# Echidnopsis bentii
Echidnopsis bentii är en oleanderväxtart som beskrevs av Nicholas Edward Brown och Joseph Dalton Hooker. Echidnopsis bentii ingår i släktet Echidnopsis och familjen oleanderväxter. Inga underarter finns listade i Catalogue of Life.